# الدولاب (تونس)
الدولاب (به عربی: الدولاب) یک منطقهٔ مسکونی در تونس است که در استان قصرین واقع شده‌است. الدولاب ۳٬۸۶۹ نفر جمعیت دارد.